# Lycée des Arènes
Pour les articles homonymes, voir Arènes.
Le lycée des Arènes est un établissement d'enseignement secondaire et supérieur public de la ville de Toulouse (Haute-Garonne). Ouvert depuis la rentrée 1991, il est situé place Émile-Mâle, au cœur du quartier des Arènes.

## Classement du lycée
En 2015, le lycée se classe 5e sur 36 au niveau départemental quant à la qualité d'enseignement, et 396e au niveau national. Le classement s'établit sur trois critères : le taux de réussite au bac, la proportion d'élèves de première qui obtient le baccalauréat en ayant fait les deux dernières années de leur scolarité dans l'établissement, et la valeur ajoutée (calculée à partir de l'origine sociale des élèves, de leur âge et de leurs résultats au diplôme national du brevet).

## Architecture
Jusqu'en 1989, les Arènes du Soleil-d'Or, inutilisées depuis octobre 1976, se trouvaient à l'emplacement de l'actuel lycée. C'est le projet de l'agence Architecture-Studio, qui fut retenu à la suite du concours organisé pour la réalisation d'un lycée de la Communication. Le lycée occupe le demi-périmètre Est des anciennes arènes, tandis qu’il était prévu de conserver le moitié Ouest des anciennes arènes pour en faire un amphithéâtre face à la façade du lycée, pour des projections et des spectacles. Cette partie du projet ne sera finalement pas réalisée et les anciennes arènes seront détruites intégralement début mai 1990.
L'unique bâtiment du lycée adopte un singulier plan semi-circulaire du rez-de-chaussée au cinquième étage (mais pas dans les deux sous-sols). Une cour intérieure s'y trouve surplombée par des coursives. Équipement de pointe à sa création, le lycée comporte un auditorium, des plateaux de tournage, des régies techniques et est parcouru de réseaux pour la diffusion de la télévision, de bandes de données, etc.
Le lycée comportait beaucoup de défauts : situé sur une nappe phréatique, l'eau présente n'a pas été suffisamment pompée par l'entreprise chargée de la construction du lycée, ainsi l'auditorium (situé en sous-sol) était inondé le jour de l'inauguration et le gymnase (en sous-sol lui aussi) demeure indisponible depuis quelques années en raison de fréquentes inondations et du développement de champignons. Les pompiers ont constaté plusieurs points noirs : cette idée des architectes de laisser une ouverture au sol des salles de tous les étages afin que toutes les salles soient rafraîchies naturellement, les ouvertures ont fini par être recouvertes afin de ne pas laisser les fumées se propager en cas d'incendie.
Pour diminuer la chaleur dans les salles des pare-soleil en plâtre furent installés sur la façade est du lycée, ces pare-soleils s'effondrèrent lors d'une séance de nettoyage des vitres, des façades métalliques sont maintenant à leur place. Des panneaux acoustiques verticaux furent suspendus dès l'origine aux plafonds des salles, le vitrage du lycée ne permettant pas d'y installer un faux plafond.

## Formations
- Enseignement secondaire : le lycée des Arènes est un établissement d'enseignement général et technologique (STD2A, STMG). Il propose des options artistiques telles les arts plastiques et l'audiovisuel.

- Enseignement supérieur : le lycée propose des formations dans les domaines de l'audiovisuel et des arts appliqués.
  - Audiovisuel :
    - BTS Audiovisuel (options Gestion de Production / Métiers de l'Image / Métiers du Son / Montage et Postproduction) ;

  - Arts appliqués :
    - Mise à niveau en arts appliqués ;
    - BTS Design graphique (options communication et médias imprimés / communication et médias numériques) ;
    - DSAA Design (option Graphisme).